# بيانون
بيّانون بلدة تابعة لمحافظة حلب في سوريا. تقع البلدة على بعد حوالي 18 كم شمال غرب حلب على الطريق الدولية المؤدية إلى تركيا وتتبع إداريا إلى منطقة اعزاز.

بيانون، محورة من كلمة بيت النون الآرامية، التي تعني بيت السمك. سبب ذلك وجود بحيرة قرب البلدة كان السكان يصيدون الأسماك منها، إلا أن البحيرة جفت قبل قرابة مائتي سنة.[بحاجة لمصدر]